# Крастиньш, Валдис
Валдис Крастиньш (латыш. Valdis Krastiņš, в советских источниках Валдис Мартынович Крастинь или Крастынь; 16 июня 1927, Рига — 13 января 2022) — латвийский пианист, музыковед и дипломат.

## Биография
Окончил Латвийскую консерваторию (1951) по классу фортепиано, ученик Николая Дауге. В 1951—1955 гг. преподавал фортепиано в Музыкальной школе имени Павла Юрьяна в Риге. Затем в 1955—1970 гг. работал звукорежиссёром на Латвийском радио, одновременно с 1963 г. начал преподавать в Латвийской консерватории курс теории и истории фортепианного искусства. В 1965 г. окончил аспирантуру Ленинградской консерватории по кафедре истории и теории пианизма (научный руководитель Л. А. Баренбойм). В 1969 г. защитил в Ленинграде диссертацию «Традиции и новаторство в исполнении клавирной музыки Иоганна Себастьяна Баха», получив учёную степень кандидата искусствоведения. С 1972 г. доцент, позднее профессор Латвийской консерватории; среди его учеников Айна Калнциема.
Опубликовал научно-популярные брошюры «Полифония» (латыш. Polifonija; 1959, в серии «В помощь слушателям музыки») и «Фортепиано» (латыш. Klavieres; 1962, в серии «Инструменты оркестра»), серию брошюр, посвящённых произведениям Яниса Иванова — фортепианным сочинениям (1964), Пятой симфонии (1966), Двенадцатой симфонии (1969), сборник статей «Разговоры о музыке» (латыш. Sarunas par mūziku; 1987). Как исполнитель записал Вариации на темы латышских народных песен Язепа Витолса (1963, на фортепиано) и Французскую сюиту № 6 BWV 817 и клавирные концерты № 4 и 5 BWV 1055—1056 Иоганна Себастьяна Баха с Камерным оркестром Латвийской государственной филармонии под управлением Товия Лифшица (1973, на клавесине). Роль Крастиньша в популяризации клавесинного исполнительства особо отмечалась.
После восстановления независимости Латвии перешёл на дипломатическую работу. В 1993—1997 гг. посол Латвии в Чехии и Словакии, в 1996—1998 гг. в Турции, в 1998—2000 гг. в Норвегии, в 2000—2005 гг. в Финляндии. Затем был представителем Латвии в Совете государств Балтийского моря. Дважды участвовал в выборах: в 2004 году баллотировался в Европарламент от партии «Новое время», в 2010 году выдвигался в Сейм Латвии от партийного объединения «Единство».
Опубликовал две мемуарные книги: «Очень лично» (латыш. Ļoti personīgi; 2012) — о своей дипломатической работе, «Десятилетия в тени медведя» (латыш. Gadu desmiti lāča ēnā; 2014) — о своей жизни в СССР: по словам Крастиньша,
Я не пытался рассказывать какие-то страшные истории, которые, к счастью, меня самого миновали, но вообще я очень глубоко прочувствовал, как советская система регулирует человека, ограничивая нас во всевозможных отношениях — начиная с чисто практических вещей и заканчивая промыванием мозгов: система делала всё, чтобы отрегулировать мозг человека так, чтобы человек не думал…

## Награды
- Командор со звездой ордена Заслуг (1 июля 1998 года, Норвегия)[6]